# أوبس هونج كونج
أوبس هونج كونج (بالصينية: 傲璇؛ باليابانية: ngou6 syun4؛ بالبينيين: Àoxuán) هو برج سكني شاهق الارتفاع مكون من 12 طابقًا بارتفاع 42.62 مترًا (139.8 قدمًا)، اكتمل بناؤه في عام 2012 ويقع في 53 طريق ستابس في هونج كونج. صمم المشروع فرانك جيري بالتعاون مع رونالد لو وشركاه، وطورته شركة سواير العقارية [الإنجليزية]. وهو أول مشروع سكني آسيوي لجيري.
يتكون المبنى من 12 وحدة سكنية تتراوح مساحتها من 560 إلى 640 مترًا مربعًا (6000 إلى 6900 قدم مربع)، بما في ذلك شقتين بطابقين (دوبلكس) مع حمامات سباحة. تشمل الميزات الإضافية في الموقع الذي تبلغ مساحته 3020 مترًا مربعًا (32500 قدم مربع) مواقف سيارات تحت الأرض وحمامات سباحة وصالات رياضية وأنظمة إعادة تدوير مياه الأمطار للري وأنظمة شحن السيارات الكهربائية. هناك شقة مساحتها 580 مترًا مربعًا (6200 قدم مربع)، تشغل الطابق الثامن بالكامل، وقد أصبحت أغلى شقة في هونج كونج عندما بيعت مقابل 470 مليون دولار هونج كونج في أغسطس 2012.
يقيم القنصل العام البريطاني في هونج كونج في المبنى منذ عام 2013.